# ダイナミックベンディングネットワーク
ダイナミックベンディングネットワーク株式会社（Dynamic Vending Network, Inc）は、大阪府大阪市に本社を置き、自動販売機での飲料水の販売、自動販売機の維持と管理を行う企業。ダイドーグループホールディングスのグループ企業であり、ダイドードリンコの連結子会社。

## 概要
ダイドードリンコとアサヒ飲料は長年に渡り、自社や子会社によって自動販売機事業を手掛けてきた。両社は2018年から「三ツ矢サイダー」と「カルピスウォーター」をダイドードリンコの自動販売機で、「ダイドーブレンド微糖世界一のバリスタ監修」をアサヒ飲料の自動販売機で販売するなど、製品の相互販売を行ってきた。さらに、自動販売機の業界全体においても、コンビニエンスストアの台頭やコロナ禍の影響により、売上が低下傾向にあった。
ダイドードリンコとアサヒ飲料は2022年9月15日、自動販売機事業に関する包括的業務提携契約を締結したと同時に、共同株式移転による新会社であるダイナミックベンディングネットワーク株式会社を2023年1月23日に設立する事を発表した。
ダイナミックベンディングネットワークは2023年1月23日の設立と同時に事業を開始。同時にアサヒ飲料販売やダイドービバレッジサービスなどの関連会社もダイナミックベンディングネットワークの子会社となった。但し、ダイドーグループ以外の資本も入っているダイドードリンコサービス関東とダイドー光藤ビバレッジの2社はダイドードリンコの子会社として残る他、オリオンビールの資本が入っているアサヒオリオン飲料もアサヒ飲料の子会社として残る。

## 沿革
- 2022年9月15日 - ダイドードリンコとアサヒ飲料との間で自動販売機事業に関する包括的業務提携契約を締結。
- 2023年1月23日 - 設立と同時に事業開始。

## 子会社
- ダイドーアサヒベンディング株式会社
- 株式会社ダイドービバレッジ静岡
- ダイドーベンディングジャパン株式会社
- 株式会社ミチノク
- 九州アサヒ飲料販売株式会社